# Чертков, Георгий Иванович
Георгий Иванович Чертков (2 июня 1893, Самара — 6 декабря 1983, Глен-Ков на Лонг-Айленде, штат Нью-Йорк) — участник Белого движения на Востоке России, литератор, преподаватель. Последователь Рериха, представитель Комитета Пакта Рериха и Знамени Мира в Японии. Потомок по материнской линии пушного промышленника Григория Ивановича Шелихова (1748—1795), основавшего в 1784 году первое русское поселение на Аляске.
Окончил гимназию (1912), Коммерческое училище (1913), Ташкентское военное училище (1915). Поручик артиллерии (на 1915 год). Участник Первой мировой войны на Западном фронте. За отличия награждён орденом святого Владимира IV степени с мечами. После Февральской революции 1917 года участвовал в составе делегации войск 10-й армии в визите к Временному правительству с целью обсуждения мер по борьбе с надвигавшейся большевистской опасностью. 
В конце 1917 года занимался организацией подпольной работы против большевиков на Волге и созданием добровольческих отрядов. Был вынужден бежать в Сибирь и на Дальний Восток, затем — в белых войсках Восточного фронта (1918—1922), командовал стрелковой ротой. Одновременно издавал антибольшевистскую газету «Последние известия». В Иркутске участвовал в спасении офицеров Сибирской армии адмирала А. В. Колчака. Осенью 1922 года кратковременно состоял членом Приамурского правительства и ведал эвакуацией частей и соединений Земской Рати Приамурского края. Был последним офицером, покинувшим Россию на последнем корабле перед вступлением большевиков во Владивосток.
Один из немногих русских эмигрантов, обосновавшихся в Японии, где прожил 18 лет. Работал корреспондентом русских газет. Постепенно овладел японским языком, публиковался в местных газетах. В 1934 году в Токио работал собственным корреспондентом ежедневных русских газет издательства «Заря» в Харбине, Тяньцзине и Шанхае, а впоследствии — редактором и издателем журнала «Вестник Азии». В Японии состоял председателем Общества русских эмигрантов. В 1940 году переехал в Китай, до 1949 года служил в муниципалитете Шанхая, занимал должности в английских и американских компаниях в Бразилии.
В США с 1951 года. Первое время работал в коммерческой фирме, затем в течение 15 лет преподавал русский язык в военной школе в Монтерее (штат Калифорния). Одновременно совершенствовал знания, слушая курсы в Колледже полуострова Монтерей, в Калифорнийском и в Колумбийском университетах. Выйдя в отставку, продолжал преподавать русский язык в Норуиче (штат Вермонт) и в Свято-Сергиевской гимназии в Нью-Йорке. Постоянный корреспондент газеты «Новое русское слово» (Нью-Йорк), в которой подписывал свои статьи инициалами ГИЧ. Состоял членом РАГ [Русская Академическая Группа] в США и КРА [Конгресс Русских Американцев].